# Eumedonia meridionalis
Eumedonia meridionalis är en fjärilsart som beskrevs av Hermann Stauder 1921. Eumedonia meridionalis ingår i släktet Eumedonia och familjen juvelvingar. Inga underarter finns listade i Catalogue of Life.